# Fábrica Nacional de Moneda y Timbre

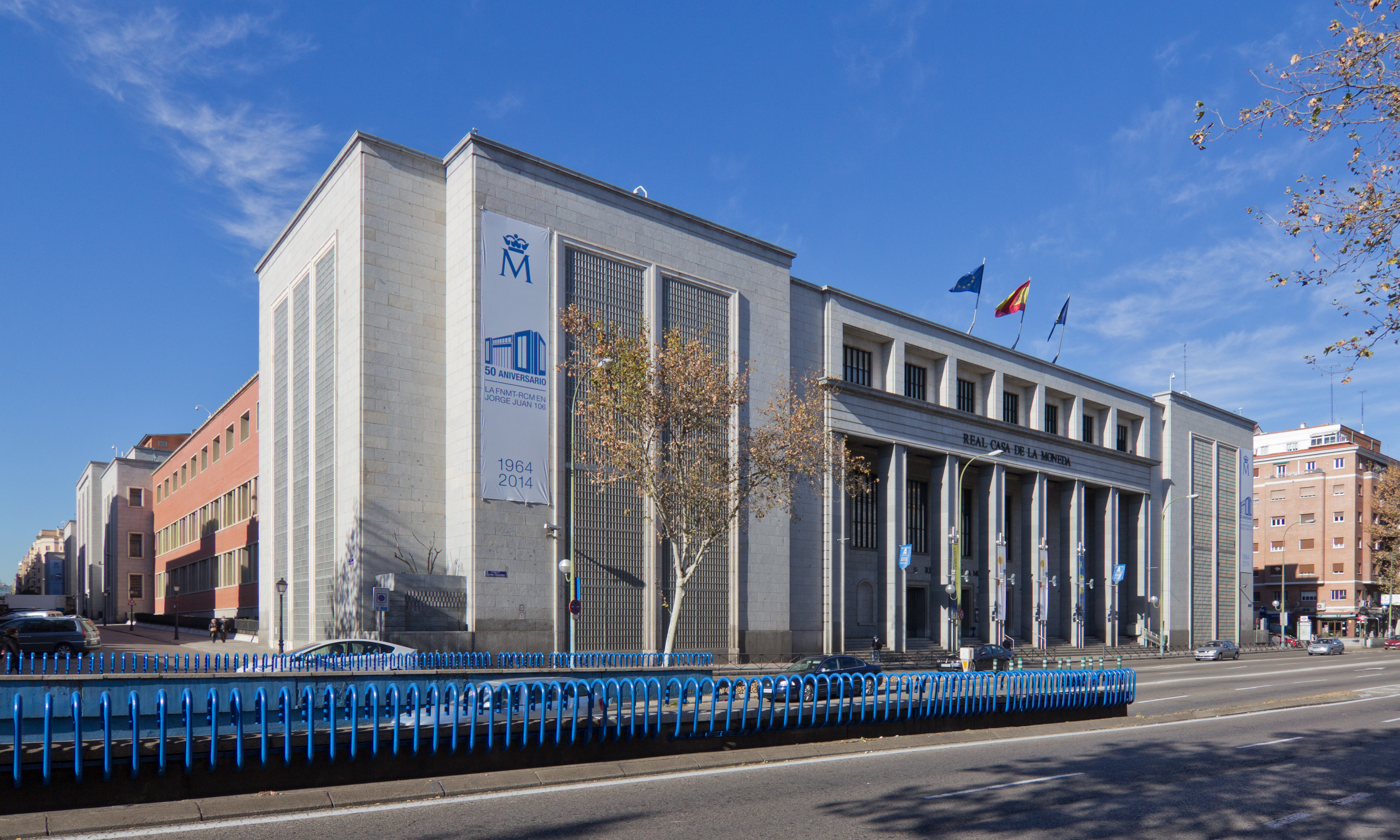
Hauptverwaltung der FNMT-RCM

Die Fábrica Nacional de Moneda y Timbre (FNMT-RCM) ist die Banknotendruckerei sowie Münzprägeanstalt des Königreiches Spanien. Das FNMT-RCM mit Sitz in Madrid ist ein öffentliches Unternehmen unter der Aufsicht des Ministeriums für Finanzen und öffentliche Verwaltung (Ministerio de Hacienda y Administraciones Públicas).
Die Produktion findet in Madrid (spanische Euromünzen) und Burgos (Eurobanknoten) statt.

## Geschichte
Unter Philipp V. (18. Jahrhundert) wurde die Münzprägung monopolisiert.
Während der Herrschaft von Isabella II. gab es sieben Münzprägeanstalten (Madrid, Barcelona, Sevilla, Pamplona, Jubia, Segovia und Manila). Ab 1869 gab es nur noch die Stätte in Madrid.
1893 wurde die Münzprägeanstalt Casa de la Moneda und die Briefmarkenfabrik Fábrica del Sello, beide im Plaza de Colón, fusioniert und in den heutigen Namen umbenannt.
Die Produktion von Banknoten (Peseta) für die Bank von Spanien durch das FNMT-RCM begann 1940. 

## Museum
Seit 1867 ist die FNMT-RCM bzw. deren Vorgängerorganisation Betreiber eines eigenen Geldmuseums (Museo Casa de la Moneda) in Madrid unweit der Hauptverwaltung.

## Trivia
Die Heist-Serie Haus des Geldes dreht sich in den ersten beiden Staffeln um einen Überfall in der Fábrica Nacional de Moneda y Timbre.